# Neri Corsini
Pour les articles homonymes, voir Corsini et Corsini (homonymie).
Neri Corsini (né en 1614 à Florence en Toscane et mort le 19 septembre 1678 à Florence) est un cardinal italien du XVIIIe siècle. Il est l'oncle du pape Clément XII, l'oncle du cardinal Giambattista Patrizi (1715), par sa mère, le grand-oncle du cardinal Neri Maria Corsini (1730) et l'arrière-grand-oncle du cardinal Andrea Corsini (1759).

## Biographie
Neri Corsini exerce des fonctions au sein de la curie romaine, notamment comme clerc à la chambre apostolique.
Il est élu archevêque titulaire de Damiette (de) en 1651 et est envoyé comme nonce en France. Il est trésorier général de la chambre apostolique.
Le pape Alexandre VII le crée cardinal in pectore lors du consistoire du 14 janvier 1664. Sa nomination est publiée le 15 février 1666. Il est légat à Ferrare et transféré au diocèse d'Arezzo en 1672, avec titre personnel d'archevêque.
Le cardinal Corsini participe au conclave de 1667 (élection de Clément IX), au conclave de 1669-1670 (élection de Clément X) et au conclave de 1676 (élection d'Innocent XI).

## Succession apostolique
Neri Corsini a ordonné les évêques suivants :
- Cardinal Giacomo Franzoni (1666)
- Évêque Francesco Ravizza (it) (1667)
- Évêque Filippo Soldani (1670)
- Évêque Ludovicus Giustiniani, O.S.M. (1670)
- Évêque Alessandro Strozzi (en) (1677)